# Gearoid Towey
Gearoid Towey (Fermoy, 26 de marzo de 1977) es un deportista irlandés que compitió en remo. Ganó cuatro medallas en el Campeonato Mundial de Remo entre los años 1999 y 2006.

## Palmarés internacional
| Campeonato Mundial | Campeonato Mundial      | Campeonato Mundial | Campeonato Mundial        |
| Año                | Lugar                   | Medalla            | Prueba                    |
| ------------------ | ----------------------- | ------------------ | ------------------------- |
| 1999               | St. Catharines (Canadá) | Medalla de bronce  | Cuatro scull ligero       |
| 2001               | Lucerna (Suiza)         | Medalla de oro     | Dos sin timonel ligero    |
| 2003               | Milán (Italia)          | Medalla de bronce  | Doble scull ligero        |
| 2006               | Eton (Reino Unido)      | Medalla de bronce  | Cuatro sin timonel ligero |